# Адемар Пантера
Адемар Миранда Жу́ниор (порт.-браз. Ademar Miranda Júnior;31 октября 1941 или 30 октября 1941, Сан-Паулу — 30 ноября 2001, Сан-Паулу), более известный как Адемар Пантера (порт.-браз. Ademar Pantera) — бразильский футболист, нападающий.

## Карьера
Адемар Пантера родился в семье Адемара Миранды и Эрмантины де Алмейды. Он начал играть в футбол в любительском клубе «Президенте-Пруденте». А профессиональную карьеру футболист стартовал в 1960 году в «Прудентине». С этой командой он выиграл третий и второй дивизионы чемпионата штата. В апреле 1964 года он перешёл в «Палмейрас», заплативший за трансфер нападающего 25 миллионов крузейро. 3 мая 1964 года Пантера дебютировал в составе команды в матче с «Ботафого» (3:4), где вышел на замену. 24 июня того же года Адемар забил первый мяч в составе «Палмейраса», поразив ворота клуба «Банкария» (1:1). В 1965 году форвард выиграл турнир Рио — Сан-Паулу, в розыгрыше которого стал лучшим бомбардиром, забив 14 голов в 11 матчах. 11 мая 1965 года он получил перелом ноги в матче с «Ботафого» из Рибейран-Прету. Он возвратился на поле в сентябре. В том сезоне футболист забил 42 мяча в 49 матчах. В следующем году Адемар выиграл чемпионат штата Сан-Паулу, при этом он стал третьим бомбардиром первенства, забив в розыгрыше 19 голов.
В 1967 году Адемар был арендован клубом «Фламенго». 15 февраля он дебютировал в составе команды в матче с «Дефеле» (4:0). 21 февраля он забил первый мяч за клуб, поразив ворота «Атлетико Минейро» (2:2). В том же сезоне он стал лучшим бомбардиром Кубка Роберто Гомеса Педрозы, в розыгрыше которого забил 15 голов. Всего за клуб Пантера провёл 44 матча и забил 32 гола. Последнюю встречу за «Фламенго» форвард сыграл 26 ноября с «Бангу» (1:3). В январе 1968 года Пантера возвратился в «Палмейрас». Он даже забил четыре гола в розыгрыше Кубка Либертадорес, в котором клуб дошёл до финала турнира. Гол, забитый в этом турнире 21 марта в ворота «Универсидад Католика» стал последним для Пантеры в составе команды. Последний матч за «Палмейрас» Адемар провёл 10 апреля против «Португезы Деспортос» (2:2). Всего за клуб он сыграл 135 встреч и забил 85 голов, по другим данным 133 матча и 82 гола.
Весной 1968 года Пантера перешёл во «Флуминенсе». 5 мая он дебютировал в составе команды в матче с «Фламенго» (0:1). 13 июня забил первый мяч за клуб, поразив ворота Рио Бранко (2:1). В той же встрече Адемар был удалён. В конце года Пантера был раскритикован руководством «Флуминенсе» за лишний вес и недостаточно профессиональное отношение к тренировкам. За это футболист был оштрафован на 2/3 месячной заработной платы. 26 февраля 1969 года он сыграл последний матч за клуб против сборной города Петрополис. Всего в составе «Флуминенсе» Пантера провёл 28 встреч и забил 6 голов. Затем он перешёл в «Коритибу», выиграв с командой чемпионат штата Парана. А завершил карьеру Адемар в «Уберабе», где в дебютной встрече с клубом СЭУБ забил два гола. После завершения игровой карьеры Пантера стал игроком команды «Мастерс до Алвиверде», проводившей выставочные матчи. Одновременно бывший футболист работал таксистом. Также Адемар тренировал в нескольких футбольных школах Сан-Паулу. Он умер от дегенеративного нервно-мышечного заболевания в больнице Сирио Либанес в 2001 году.

## Международная статистика
| Матчи Адемара Пантеры за сборную Бразилии | Матчи Адемара Пантеры за сборную Бразилии | Матчи Адемара Пантеры за сборную Бразилии | Матчи Адемара Пантеры за сборную Бразилии | Матчи Адемара Пантеры за сборную Бразилии | Матчи Адемара Пантеры за сборную Бразилии | Матчи Адемара Пантеры за сборную Бразилии |
| ----------------------------------------- | ----------------------------------------- | ----------------------------------------- | ----------------------------------------- | ----------------------------------------- | ----------------------------------------- | ----------------------------------------- |
| №                                         | Дата                                      | Место проведения                          | Оппонент                                  | Счёт                                      | Голы                                      | Турнир                                    |
| 1                                         | 17 февраля 1962                           | Сан-Паулу                                 | штат Сан-Паулу                            | 2:6                                       | 1                                         | Товарищеский матч                         |
| 2                                         | 7 сентября 1965                           | Белу-Оризонти                             | Уругвай                                   | 3:0                                       | —                                         | Товарищеский матч                         |
| 3                                         | 21 ноября 1965                            | Рио-де-Жанейро                            | СССР                                      | 2:2                                       | —                                         | Товарищеский матч                         |

## Достижения

### Командные
- Победитель турнира Рио — Сан-Паулу: 1965
- Чемпион штата Сан-Паулу: 1966
- Чемпион штата Парана: 1969

### Личные
- Лучший бомбардир турнира Рио — Сан-Паулу: 1965 (14 голов)
- Лучший бомбардир Кубка Роберто Гомеса Педрозы: 1967 (15 голов)